# Gare de Hoffen
La gare de Hoffen est une gare ferroviaire française de la ligne de Vendenheim à Wissembourg, située sur le territoire de la commune de Hoffen, dans la collectivité européenne d'Alsace, en région Grand Est.
Elle est mise en service en 1855 par la Compagnie des chemins de fer de l'Est (Est).
C'est une halte voyageurs de la Société nationale des chemins de fer français (SNCF) du réseau TER Grand Est, desservie par des trains express régionaux.

## Situation ferroviaire
Établie à 148 mètres d'altitude, la gare de Hoffen est située au point kilométrique (PK) 44,823 de la ligne de Vendenheim à Wissembourg (section à voie unique), entre les gares de Soultz-sous-Forêts et de Hunspach.

## Histoire
La station de Hoffen est mise en service le 23 octobre 1855 par la Compagnie des chemins de fer de l'Est (Est), lorsqu'elle ouvre à l'exploitation second section, de Haguenau à Wissembourg, de son chemin de fer de Strasbourg à Wissembourg.
En 2014, c'est une gare voyageur d'intérêt local (catégorie C : moins de 100 000 voyageurs par an de 2010 à 2011), qui dispose d'un quai (section à voie unique) et un abri.

## Fréquentation
De 2015 à 2024, selon les estimations de la SNCF, la fréquentation annuelle de la gare s'élève aux nombres indiqués dans le tableau ci-dessous.
| Année     | 2015  | 2016  | 2017  | 2018  | 2019   | 2020  | 2021   | 2022   | 2023   | 2024   |
| --------- | ----- | ----- | ----- | ----- | ------ | ----- | ------ | ------ | ------ | ------ |
| Voyageurs | 6 123 | 5 683 | 6 809 | 7 030 | 11 441 | 8 548 | 10 899 | 13 869 | 14 864 | 16 148 |

## Service des voyageurs

### Accueil
Halte SNCF, c'est un point d'arrêt non géré (PANG) à accès libreavec un abri de quai.

### Desserte
Hoffen est une halte voyageurs du réseau TER Grand Est, desservie par des trains express régionaux la relation Strasbourg - Wissembourg (ligne 34).

### Intermodalité
Un parking pour les véhicules y est aménagé.

## Patrimoine ferroviaire
Le bâtiment voyageurs, reconverti en habitation, appartient au même plan type que les autres bâtiments d'origine de la ligne et consiste en un volume de plan rectangulaire avec un étage, trois travées, des ouvertures coiffées d'un arc-en-plein cintre au rez-de-chaussée, de plan rectangulaire à l'étage avec une baie triple au centre, et un œil-de-bœuf aux pignons amenant de la lumière aux combles.